# Белоколодезская волость (Новозыбковский уезд)
Белоколо́дезская волость — административно-территориальная единица в составе Новозыбковского уезда Черниговской губернии Российской Империи.
Административный центр — село Белый Колодезь.

## История
Волость образована в ходе реформы 1861 года.
В ходе укрупнения волостей, в 1923 году Белоколодезская волость была расформирована, а её территория вошла в состав Новозыбковской волости (за исключением села Туросна, переданного в Клинцовскую волость).

## Административное деление
В 1919 году в состав Белоколодезской волости входили следующие сельсоветы:
- Белоколодезский
- Гастенский
- Злотницкий
- Каташинский
- Крутоберёзский
- Манюковский
- Писарский
- Синеколодезский
- Скоробогатовский
- Соловщинский
- Туросенский.